# Bondetidningen
Bondetidningen var en tvådagarstidning Bondeförbundstidning utgiven perioden från 9 januari 1918 till 29 november 1922. 
Provnummer för tidningen kom ut 15 december 1917. Fullständig titel var Bondetidningen / Organ för västra Sveriges Bondeförbundsrörelse till 29 oktober 1919, sedan Bondetidningen, Organ för Bondeförbundsrörelsen, nyhets och annonsblad för västra Sverige.

## Redaktion
Redaktionsort var från 1917 till 9 september 1922 i Göteborg, sedan i Falköping till 11 november och troligen även 15 november till 29 november men det saknas uppgift i tidningen. Utgivningsfrekvensen var två dagar i veckan onsdag och lördag.
| Period                 | Ansvarig utgivare                   | Titel                 | Period                 | Redaktör                        |
| 1917-11-15--1919-08-10 | Kjellman, Johan (John) August       | redaktör              | 1917-12-15--1919-05-27 | Kjellman, John                  |
| 1917-11-15--1919-08-10 | Kjellman, Johan (John) August       | redaktör              | 1919-05-10--1919-05-24 | ingen uppgift troligen Kjellman |
| 1917-11-15--1919-08-10 | Kjellman, Johan (John) August       | redaktionssekreterare | 1919-05-28--1919-09-03 | Johansson, Hector               |
| 1919-08-11--1922-11-29 | Knutsson, Carl Oscar Knut ombudsman | Redaktion             | 1919-09-06--1922-11-11 | Knutsson, Carl                  |
| 1919-08-11--1922-11-29 | Knutsson, Carl Oscar Knut ombudsman | Redaktion             | 1921-12-03--1922-04-12 | Fager, Charly A                 |
| 1919-08-11--1922-11-29 | Knutsson, Carl Oscar Knut ombudsman | redaktionsruta saknas | 1922-11-15--1922-11-29 | ingen uppgift nära nedläggning  |

## Tryckeri
Förlag  var Tidningsföreningen Landsbygden u.p.a.1917-12-15--1922-04-12  sedan Bondeförbundets tidningsförening u.p.a i Falköping 1922-04-19--1922-11-11. Tidningens provnummer trycktes på A.J. Lindgrens boktryckeri i Falköping. Före detta Schéel & Sjögrens tryckeri,  inköptes av Tidningsföreningen Landsbygden u.p.a., enligt tidningen 9 januari 1918, Tryckeriet hette sedan Tidningsföreningen Landsbygdens tryckeri i Göteborg till 13 december 1919 då namnet blev bara Landsbygdens tryckeri  i Göteborg. Från 19 april 1922 till nedläggningen var Bondeförbundets tidnings tryckeri i Falköping tryckare. Tidningens upplaga trycktes bara i svart och hade 4-8 sidor. Upplaga  var stor över 10 000 exemplar i december 1918. Tidningen hade två utgivningsuppehåll den 27 juli 1919 till 15 augusti 1919 och 17 augusti 1919 till 29 augusti 1919. Tidningen hade stora satsytor ofta 64 x 43 cm eller liknande. Priset för att prenumerera på tidningen var först 3 kr men höjdes i efterkrigsinflationen till 5,50 kronor.